# Pinguim-de-magalhães
O pinguim-de-magalhães (Spheniscus magellanicus) é também conhecido como naufragado e pato-marinho.  É um pinguim sul-americano característico de águas temperadas e de temperaturas entre 15 graus centígrados e abaixo de zero grau Celsius. Esses animais são classificados no género Spheniscus juntamente com o pinguim-das-galápagos e o pinguim-de-humboldt. O pinguim foi citado pela primeira vez pelo explorador português Fernão de Magalhães, que o avistou em 1520.

## Etimologia
Seu nome científico é oriundo do grego sphën, sphënos e tem o significado de cunha, aleta; e o magellanicus, magellani, magellanica se refere ao estreito de Magalhães ao sul da América do Sul. Assim, é ave do Estreito de Magalhães com nadadeiras em forma de cunha.

## Descrição
O pinguim-de-magalhães tem estatura média de 70 cm e seu peso varia entre 4 – 6 kg. Sua temperatura corporal varia entre 39 e 41 graus Celsius (°C) e tolera temperaturas ambientais entre 0 e 30 °C. A sua plumagem é negra nas costas e nas asas, e branca na zona ventral e no pescoço. A maior parte dos exemplares tem na cabeça uma risca branca, que passa por cima das sobrancelhas, contorna as orelhas e se une ao pescoço. Além disso, tem uma risca negra e fina na barriga em forma de ferradura. Os olhos, bico e patas são negras. Essa ave vive em torno de 25 anos.
Os ossos dos pinguim-de-magalhães são densos, sólidos e não pneumáticos. Isso impede que essa ave voe. Assim, sua plumagem é especializada para o nado e o mergulho, auxiliando na obtenção de alimento. Esses animais não apresentam um dimorfismo sexual tão marcante, entretanto as fêmeas costumam ser menos robustas que os machos. A maturidade sexual acontece para as fêmeas entre 4 e 5 anos e para o macho entre 6 e 7 anos.
Durante o primeiro ano de vida dos pinguins-de-magalhães, sua plumagem tem predomínio de uma cor acinzentada e não apresenta os padrões de colares vistos nos pinguins mais velhos. Sendo assim, esses animais são denominados jovens. Posteriormente a esse período de um ano, eles realizam a muda, que é a substituição de penas antigas por penas novas. Portanto, o que difere a espécie entre jovens e adultos é a presença dos "colares" em torno do rosto e no peito.

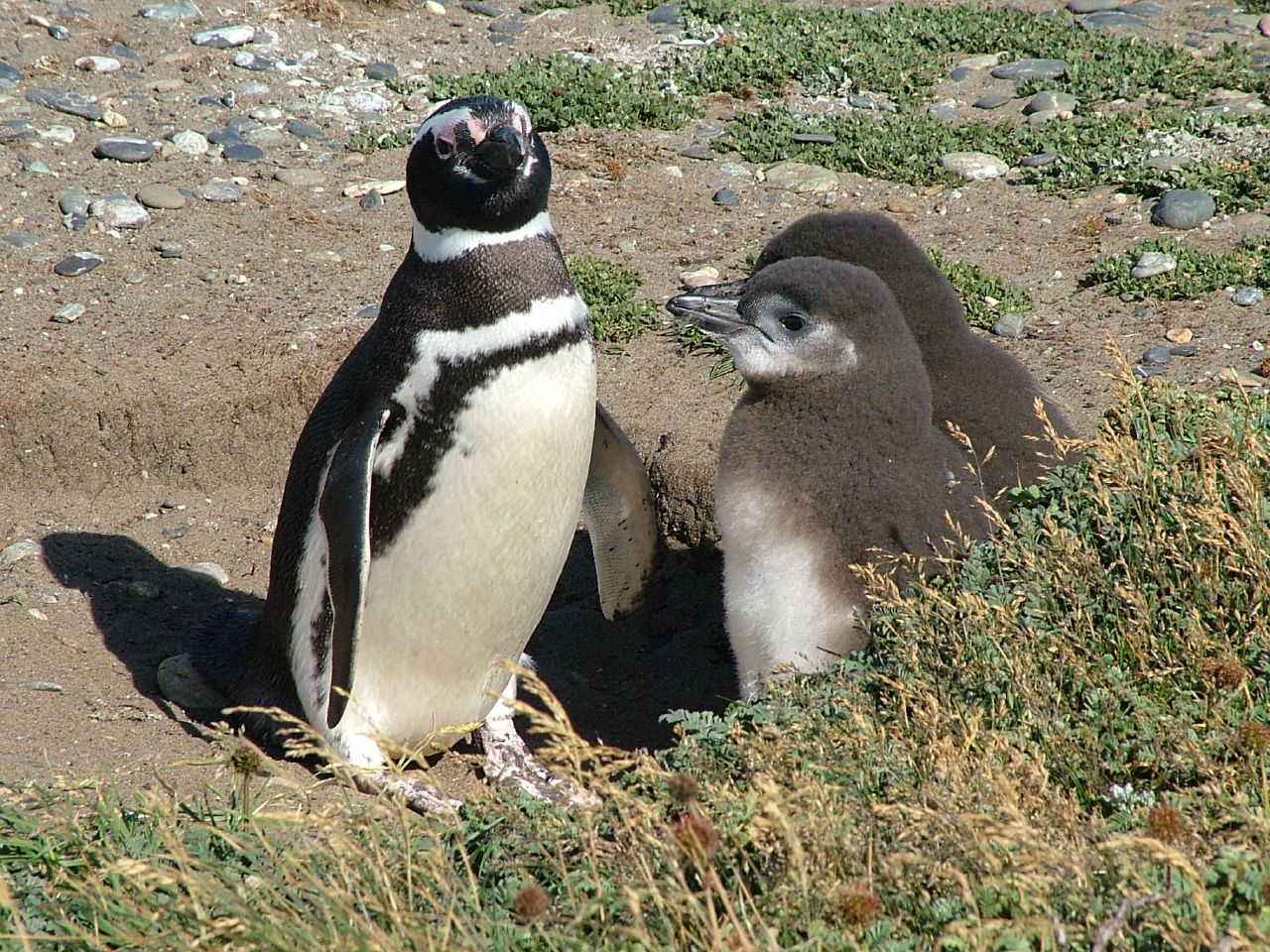
Pinguins-de-magalhães (Spheniscus magellanicus) - adulto e 2 filhotes.

Essas aves se caracterizam por apresentar um grande número de penas de pequeno porte, que no conjunto aprisionam uma camada de ar na superfície do animal, permitindo uma menor perda de calor para o meio externo. Durante o processo de muda a ave evita entrar na água, já que não apresenta a proteção térmica, no entanto é comum avistar alguns desse animais na orla que estão realizando esse processo. Com isso, ocorrem casos de pessoas que retiram esses animais da praia por acreditarem que a muda sejam machucados no corpo do animal.

## Distribuição geográfica

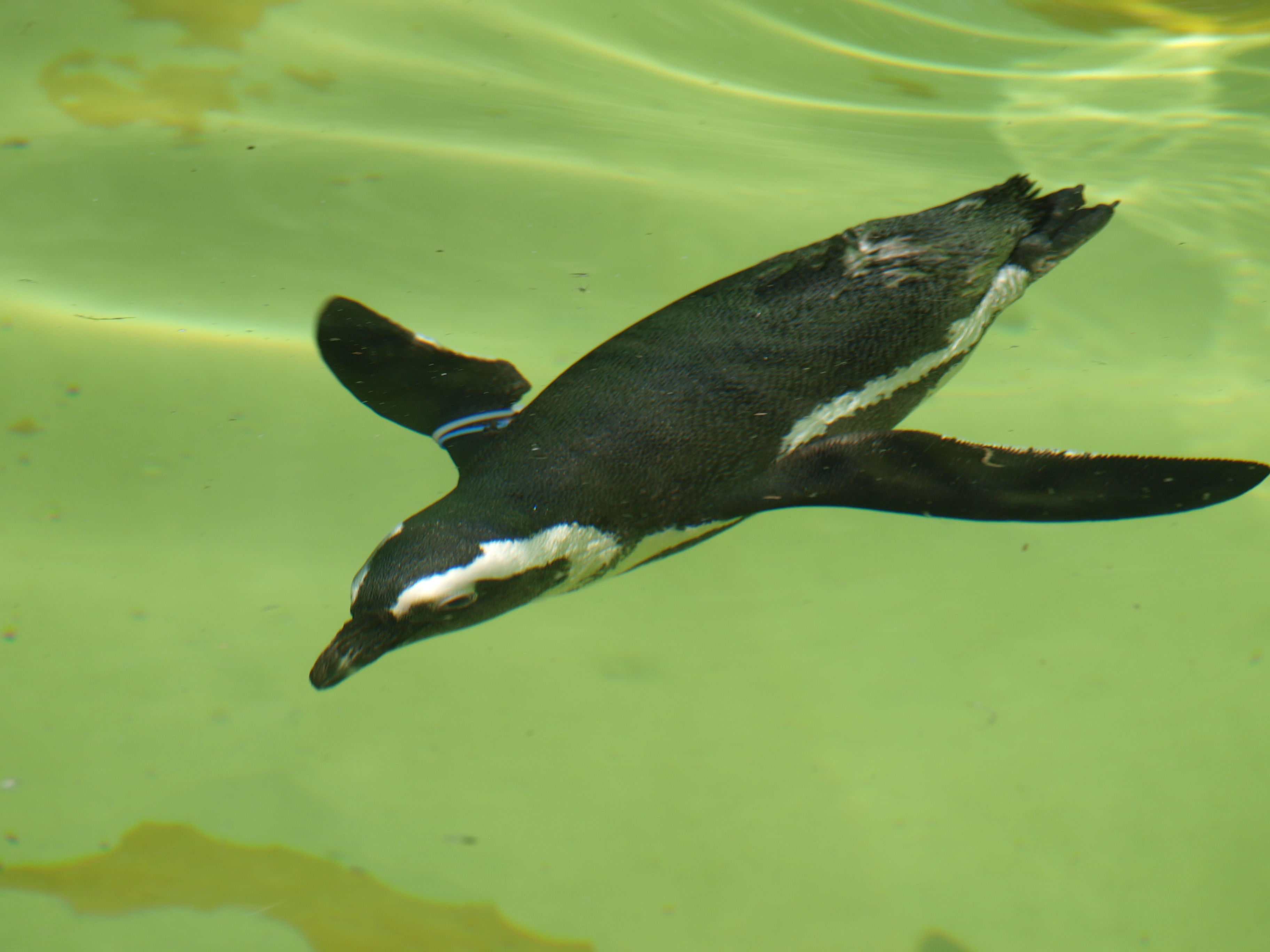
Nadando na água do Jardim Zoológico de Berlim, na Alemanha.

O pinguim-de-magalhães é a espécie de pinguim em maior número nas regiões temperadas.  A espécie habita as zonas costeiras da Argentina, Chile e Ilhas Malvinas, migrando por vezes até o Brasil, no Oceano Atlântico, ou até ao Peru, no caso das populações do Oceano Pacífico. No inverno essa ave migra para a costa brasileira rumo às regiões sul e sudeste em busca de alimento, entretanto existem relatos de que algumas delas alcançaram o litoral do nordeste. Nessa região as aves não formam colônias reprodutivas. Essas migrações são normalmente realizadas por animais jovens que se dispersam das colônias em busca de alimento.
No Rio Grande do Sul é possível encontrar uma riqueza biológica no litoral devido ao estado estar em uma região de encontro de duas correntes marinhas, a Corrente das Malvinas, corrente fria, e a Corrente do Brasil, corrente quente. Esse encontro gera uma Zona de Convergência Subtropical do Atlântico Sul Ocidental. A partir disso, algumas espécies de pinguins, por migrarem no inverno, sofrem a influencia da Corrente das Malvinas, gerando um grande número desses animais que chegam no litoral dessa região. Devido a isso, é relatada a ocorrência de quatro espécies de pinguins, sendo o mais frequente o pinguim-de-magalhães.

A região onde são formadas as colônias reprodutivas mais próximas é a Patagônia, Argentina, e as Ilhas Malvinas. A população estimada é de 1,3 milhão de casais reprodutores, segundo IUCN. Classificada por esse mesmo órgão, esta espécie encontra-se na lista de espécies quase ameaçadas.

## Reprodução
O pinguim-de-magalhães é quem cria seus ninhos em colônias muito populosas como na costa da Argentina, Chile e Ilhas Malvinas. Sua época de reprodução acontece mais ou menos de setembro a fevereiro.  Essas aves formam casais monogâmicos que compartilham os trabalhos de cuidados parentais e incubação.Os ninhos são construídos no chão ou em pequenas tocas. A fêmea coloca dois ovos que têm a cor branca e tamanhos similares com o intervalo médio de quatro dias e levam entre 39 e 42 dias a incubar. Os filhotes nascem com aproximadamente 100 g e sua alimentação é feita por ambos os pais durante aproximadamente dois meses, após o que os filhotes se tornam independentes. Sendo essa ave um espécie migratória, ela tem o costume de abandonar os sítios reprodutivos após o período de reprodução e se deslocar por correntes oceânicas em busca de maior quantidade de alimento.

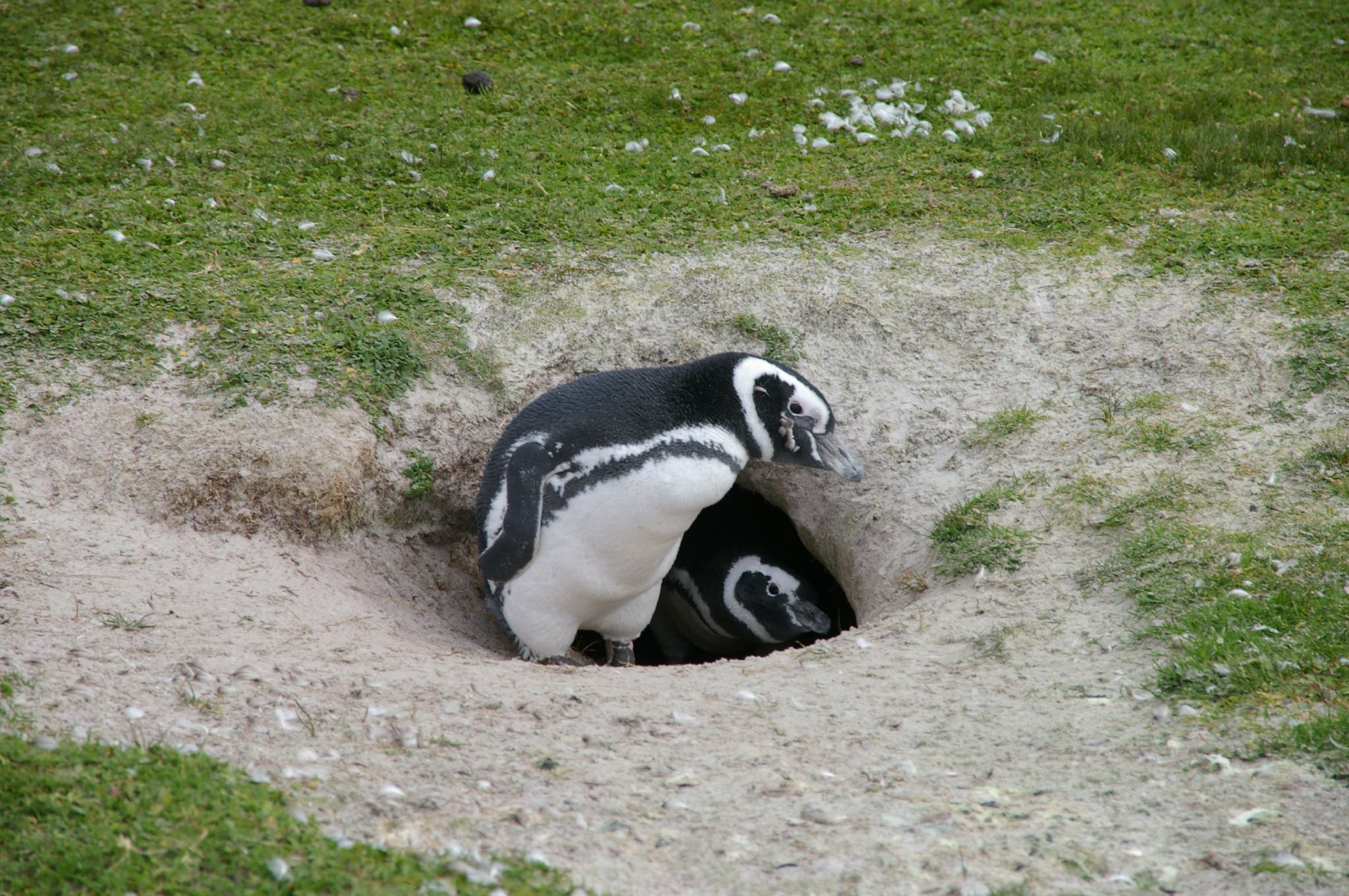
Pinguins-de-magalhães em uma toca.

## Hábitos
Os pinguins são animais pelágicos, nome dado à característica de animais vivem em alto mar. Eles são encontrados nas águas do sul do Atlântico e Pacífico, nas costas da Argentina, Ilhas Malvinas e Chile. Assim, esses animais, mesmo em suas migrações, não têm o costume de se afastar muito da terra, mantendo-se nos domínios da plataforma continental (60 a 100 km da costa). Nessas áreas as águas são menos profundas, tendo maior oferta de peixes e outros seres aquáticos. Uma curiosidades desse animais é que eles podem nadar a uma velocidade de 36 a 40 km/h fugindo de predadores como os leões-marinhos.
Posteriormente à fase da muda, por volta do final do mês de fevereiro, inicia-se o período migratório anual, e na costa brasileira os pinguins mais jovens podem ser vistos a partir de junho, tendo um grande registro dessas aves no litoral do Rio Grande do Sul e de Santa Catarina, sendo essa ocorrência comum até aproximadamente no litoral do estado do Rio de Janeiro.

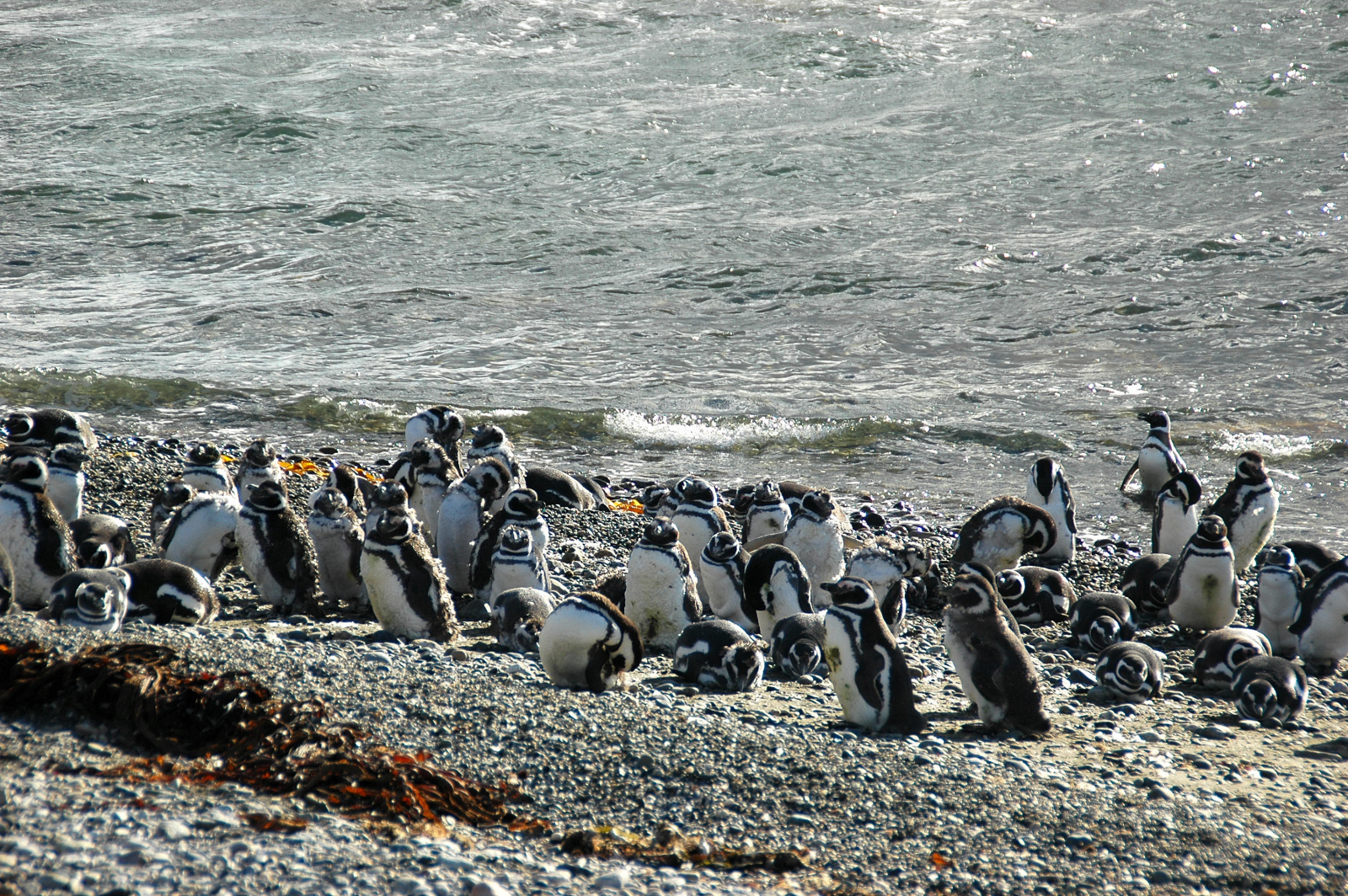

## Dieta
Como todos os membros da sua ordem, o pinguim-de-magalhães alimenta-se no mar, à base de peixe, lulas, krill e outros crustáceos. Sua glândula de excreção de sal elimina o sal presente em seu corpo. Pinguins mais adultos podem ocasionalmente mergulhar mais profundamente, entre 20 m e 50 m de profundidade, com o objetivo de capturar suas presas. Durante o período de reprodução, os machos e fêmeas possuem um forrageamento semelhante, como na composição de suas dietas. Não obstante, análises feitas sobre o corpo do animal sugerem que sua dieta diverge após uma temporada, quando as limitações impostas pela fêmea são eliminadas.
O pinguim-de-magalhães não passa por uma grande escassez de alimentos como o pinguim-das-galápagos, pois eles possuem uma boa gama de alimentos, sendo estas fontes de comida localizadas na costa atlântica da América do Sul.

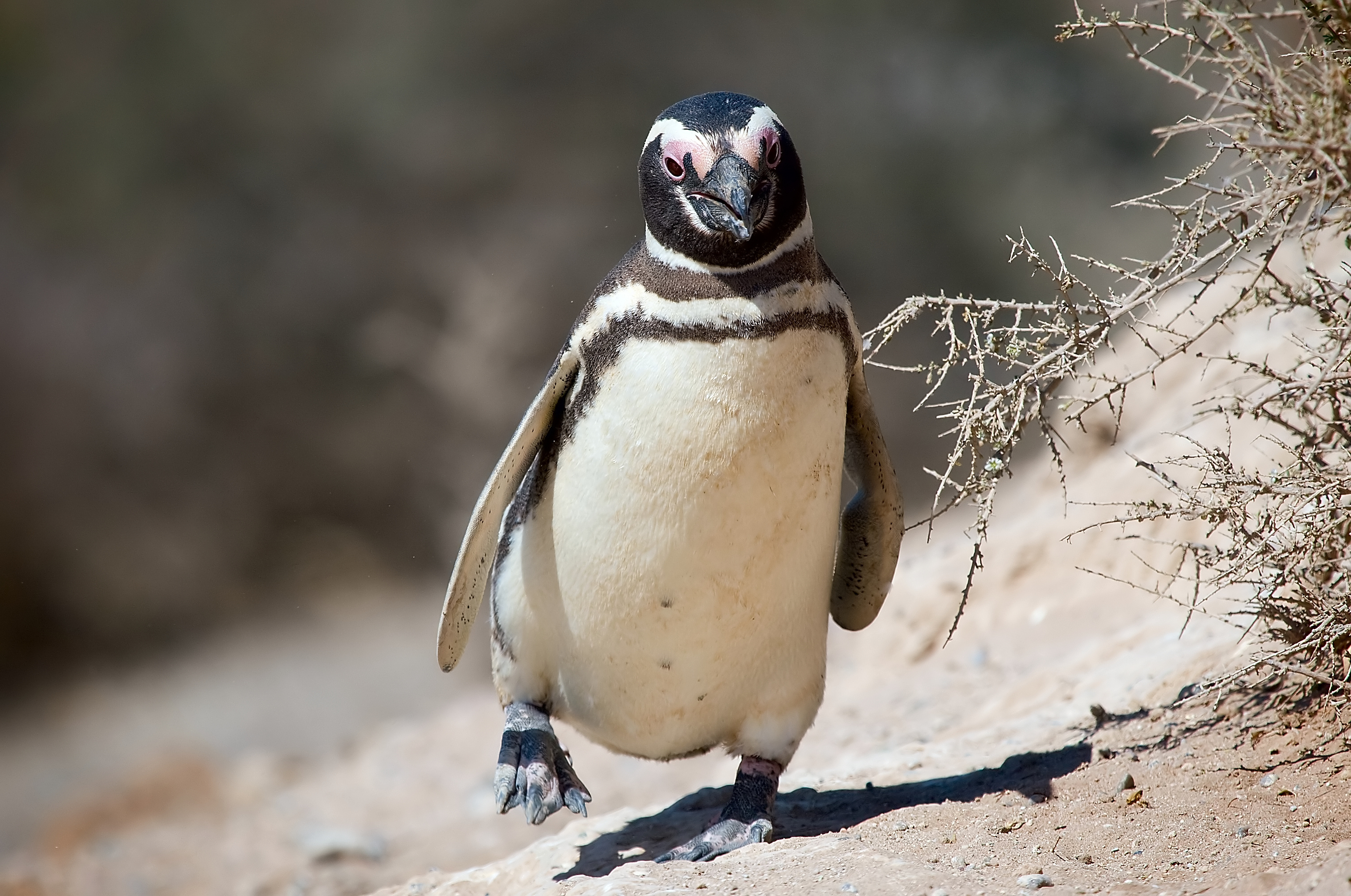

As correntes quentes pobres em nutrientes da Corrente do Brasil chegam nas praias do Rio Grande do Sul, durante o mês de outubro, deslocando mais para o sul as águas frias da Corrente das Malvinas. Isso gera uma diminuição de recursos alimentares disponíveis para os pinguins, debilitando as espécies que estiverem em águas costeiras do sul do Brasil durante essa época.
No Brasil, constatou-se que as aves encontradas mortas tiveram como principal item alimentar os cefalópodes. Esse alimento é utilizado por essa espécie como um “suplemento alimentar”, pois, comparados com os peixes consumidos pela ave, os cefalópodes têm baixo valor energético. Assim sendo, o esforço da ave para capturar essa presa não seriam compensadores, levando à morte.

## Ameaças
As populações dos pinguins-de-magalhães sofreram um decréscimo de 20% ao longo das duas últimas décadas, em especial nas Malvinas. Esse declínio populacional tem como principal causa a redução do número de presas devido à pesca comercial, mudanças climáticas e a contaminação por óleo. Vazamentos de petróleo na província de Chubut, Argentina, causam a morte de pelo menos 20 000 adultos e 22 000 jovens que ainda são vulnerareis devido à inexperiência.

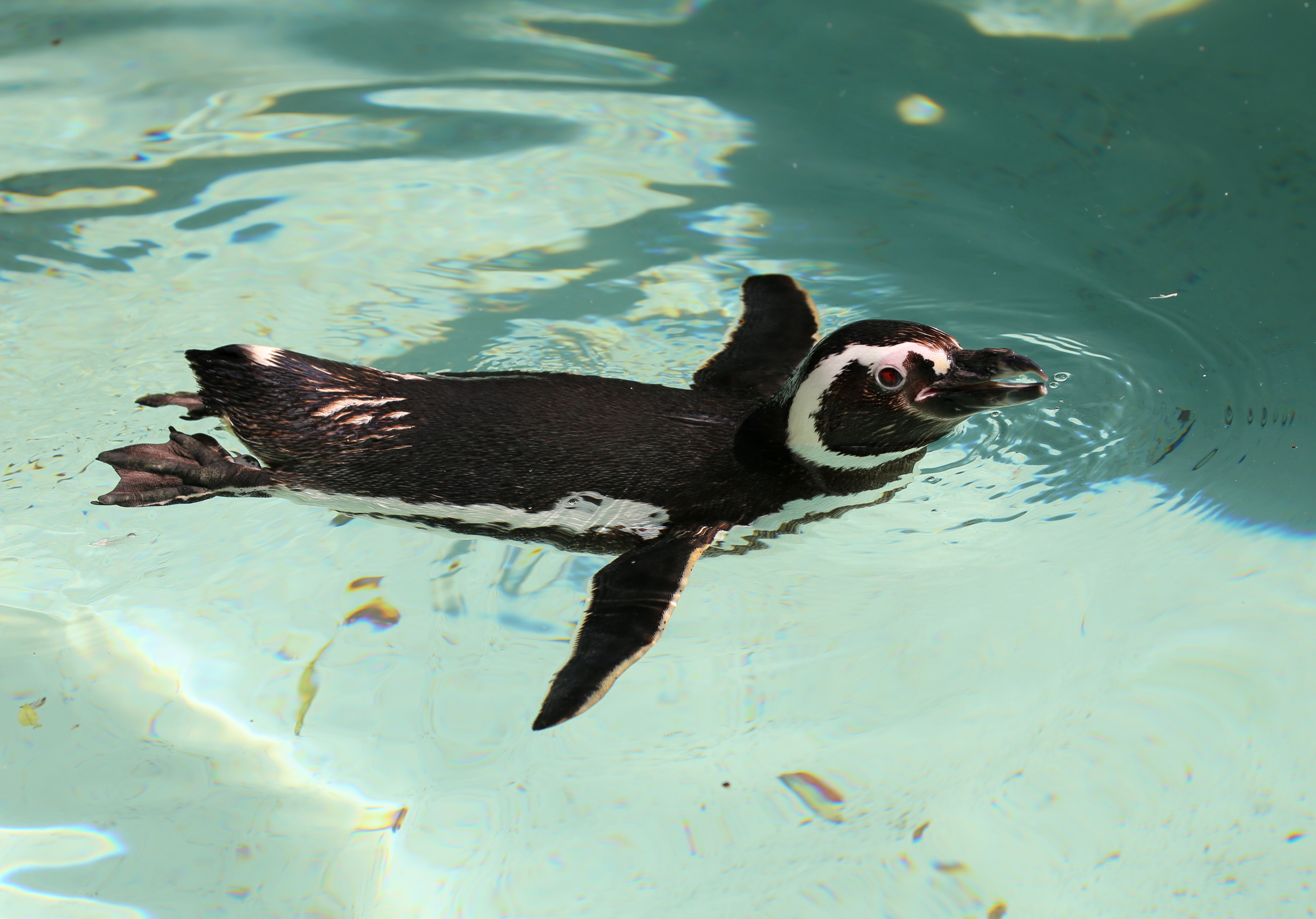

A contaminação dos oceanos por petróleo e seus derivados é uma grande ameaça, principalmente para a vida marinha existente no local. Essas contaminações podem ocorrer tanto através da lavagem dos porões dos navios petroleiros ou por acidentes com esse produto. Assim, quando esses incidentes acontecem os animais marinhos sofrem com os malefícios, principalmente as aves, pois são animais que vivem junto à superfície. No estado do Rio Grande do Sul os animais mais afetados por essa tragédia são os pinguins-de-magalhães, que, ao retornar a superfície, são cobertos pelo óleo. Esse produto se fixa nas penas causando uma série de problemas como a dificuldade de nadar, já que impede que as penas sejam impermeabilizadas, além de permitir uma maior perda de calor do animal para o meio externo, além de poder causar intoxicação. As aves afetadas por esses acidentes, na maioria das vezes, apresentam quadros graves de hipotermia e desidratação. Assim, é importante que o resgate seja feito o mais rápido possível, contatando as instituições CECLIMAR, Comando Ambiental da Brigada Militar ou IBAMA para que seja feito o resgate seguro.

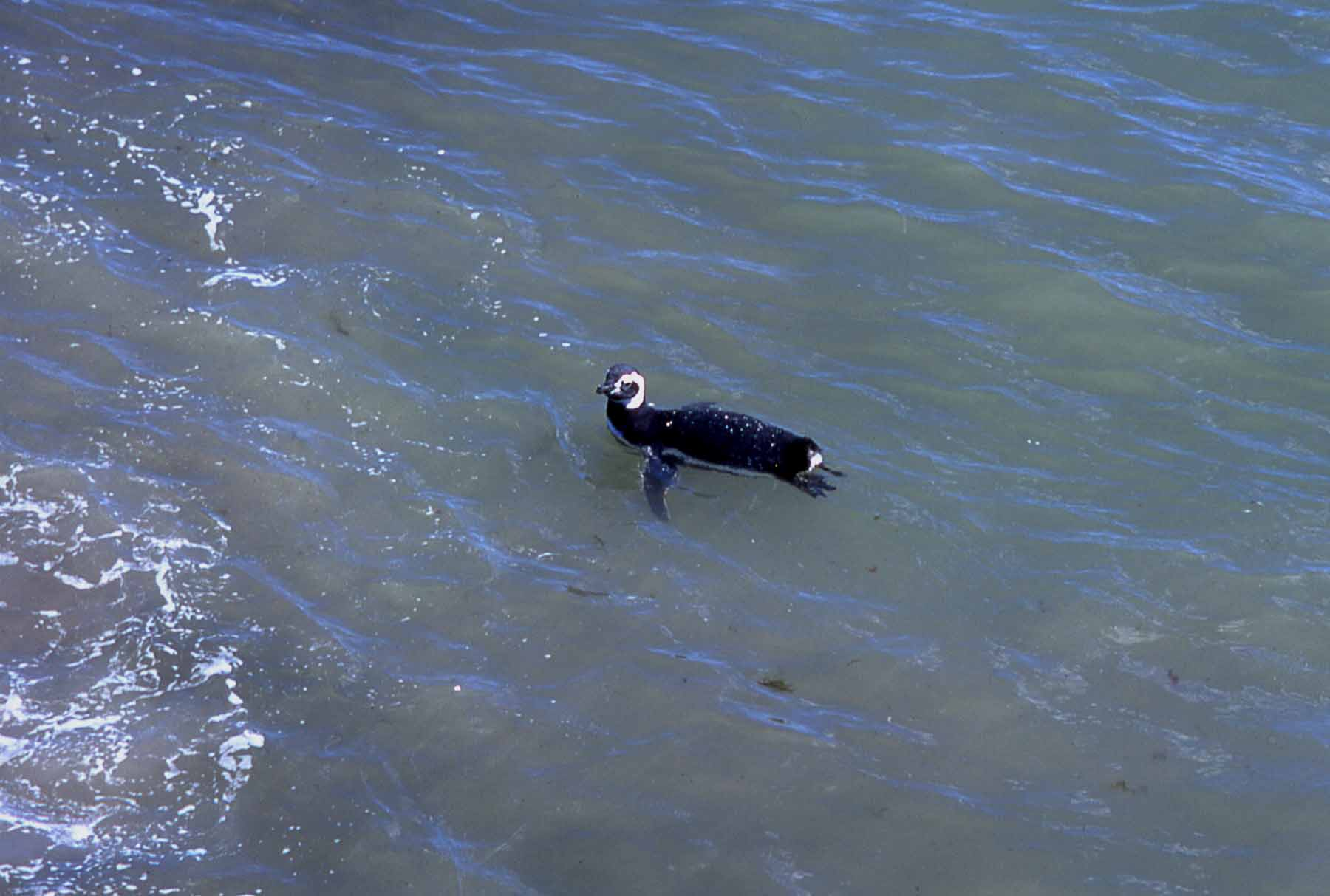

Outra ameaça aos pinguins-de-magalhães é o fator climático, já que um grande número de pinguins vivos e mortos são encontrados em regiões onde antes não eram tão comuns. Já foi constatado que um fenômeno denominado de ENSO desempenha influência sobre a população de pinguins-de-galápagos (Spheniscus mendiculus) no Oceano Pacífico e na população dos pinguins-de-magalhães na Argentina, locais onde se verificou um grande número de mortes dessas espécies por ocasião de grandes tempestades. No Brasil, pinguins mortos ou machucados são encontrados após tempestades.

## Ações de conservação
O governo provincial de Chubut está comprometido na criação de uma MPA (Área marinha protegida) com o objetivo de proteger os pinguins e outras espécies marinhas próximas da maior colônia de alimentação do pinguim-de-magalhães. A criação desta lei irá melhorar o êxito de alimentação das colônias, bem como aumentar a disponibilidade de suas presas, reduzindo a distância de forrageamento e aumentando a frequência alimentar.
O pinguim-de-magalhães está presente na Lista Vermelha da Bahia, que é resultante de um processo de Avaliação do Estado de Conservação da Fauna e Flora. Essa lista tem o intuito de classificar as espécies em categorias de ameaça, em nível global, nacional, estadual ou regional. Ela também tem o intuito de auxiliar na elaboração de metas, ações e leis com a finalidade de garantir a existências das espécies presentes nela. Assim, esse pinguim estando presente nessa lista, auxilia sua conservação.

Existem ações de reabilitação de pinguins-de-magalhães petrolizados. Essas ações consistem primeiramente em: quando essa ave for avistada na orla com a plumagem suja por petróleo ou seus derivados ela é resgatada e levada ao Setor de Reabilitação do CECLIMA. Com isso, ela é analisada pelos profissionais do CERAM, que tomam providência dos primeiros cuidados como a hidratação e o aquecimento. Após a estabilização de temperatura e recuperação da massa corporal esse pinguim é encaminhado para os processos de retirada de petróleo da sua plumagem, o que gera um grande desgaste ao animal. Em seguida, é feita a impermeabilização da plumagem e inicia-se a alimentação autônoma, capturando os peixes que são oferecidos. Posteriormente a essa fase, o animal é anilhado com anilhas de inox padrão para a espécie com uma numeração que auxilia na identificação do indivíduo em caso de reencontro na natureza. Essas anilhas são fornecidas pela CEMAVE, que possui um Sistema Nacional de Anilhamento de Aves Silvestres e são fixadas em sua nadadeira. Caso haja o encontro de alguma ave viva ou morta, é importante a identificação da numeração para avisar esse mesmo órgão, já que através dessa informação e possível conhecer o animal e criar políticas de conservação. Por fim, a ave está pronta para sua soltura no ambiente natural.